# ألكساندر تورتشينوف
ألكساندر تورتشينوف (بالأوكرانية: Олександр Валентинович Турчинов) مواليد 31 مارس 1964 في دنيبروبتروفسك، الاتحاد السوفييتي، هو سياسي أوكراني و كاتب سيناريو و اقتصادي. كان يشغل منصب رئيس برلمان أوكرانيا قبل تعيينه ليكون رئيس أوكرانيا بالوكالة.
.

## وصلات خارجية
- الموقع الإلكتروني